# Hokey Fright
Hokey Fright (deutsch etwa: Kitschige Furcht) ist ein Album des Rappers Aesop Rock und der Anti-Folk-Musikerin Kimya Dawson unter dem gemeinsamen Künstlernamen The Uncluded. James McNew von Yo La Tengo spielt Schlagzeug auf Delicate Cycle.

## Titelliste
1. Kryptonite – 1:12
2. Delicate Cycle – 4:15
3. TV on 10 – 3:22
4. Earthquake – 2:04
5. Organs – 3:14
6. Superheroes – 0:38
7. Jambi Cafe – 3:13
8. Batts – 6:45
9. Scissorhands – 2:41
10. Eyeball – 2:32
11. Aquarium – 3:49
12. Teleprompters – 4:59
13. Alligator – 3:26
14. WYHUOM – 3:17
15. Boomerang – 4:32
16. Tits Up – 5:17
17. Oooooooooo (Bonus Track) – 2:36
18. That Cat Has Worms (Blockhead Remix) [Bonus Track] – 2:36

## Rezeption
Im englischsprachigen Raum erhielt Hokey Fright mittlere bis sehr positive Kritiken. Robert Christgau nannte es das zweitbeste Album 2013, der Rolling Stone zählte es zu den „27 besten Alben, die du 2013 nicht gehört hast.“
Intro lobte das Album. Es sei gelungen, „Schönheit UND Wahnsinn beider Solowerke in 16 Tracks auf die nur logischste und demokratischste Weise zu verbinden.“ Dabei sei „ein Sound entstanden, der in seiner Dichte und Rhythmik tatsächlich bisher noch nicht zu hören war.“